# Sicilia!
Sicilia! è un film del 1999, diretto da Danièle Huillet e Jean-Marie Straub.
La pellicola, in bianco e nero, è basata su un adattamento del romanzo di Elio Vittorini Conversazione in Sicilia, pubblicato nel 1941.
I due registi hanno presentato il film nella sezione Un Certain Regard al 52º Festival di Cannes.

## Trama
Sicilia! è la storia di un uomo che ritorna per una visita alla sua terra natìa, la Sicilia appunto, dopo aver vissuto a Milano per diversi anni.

## Backstage
Utilizzando il materiale filmato nel set, il regista francese Jean-Charles Fitoussi ha realizzato il documentario Sicilia! Si gira. Durante il montaggio di Sicilia! il regista portoghese Pedro Costa ha girato un ulteriore documentario sull'opera di Straub e Huillet, Dove giace il vostro sorriso sepolto?.